# Rhamnus erythroxylon
Rhamnus erythroxylon är en brakvedsväxtart som beskrevs av Pall.. Rhamnus erythroxylon ingår i släktet getaplar, och familjen brakvedsväxter. Inga underarter finns listade i Catalogue of Life.